# Automeris lamercedia
Automeris lamercedia é uma espécie de mariposa do gênero Automeris, da família Saturniidae.
Sua ocorrência foi registrada no Peru. O espécime identificado por R. Brechlin e F. Meister em 2011 no Departamento de Junin, Puente Reiter, La Merced, 1050 m., ca. 11.03ºS, 75.20ºW.